# Rădești (Alba)
Rădești [ˈrədeʃtʲ] (veraltet Tâmpăhaza oder Tâmpahaza; deutsch Neudorf oder Thomaskirch, ungarisch Tompaháza) ist eine rumänische Gemeinde im Kreis Alba in der Region Siebenbürgen.

## Geographische Lage

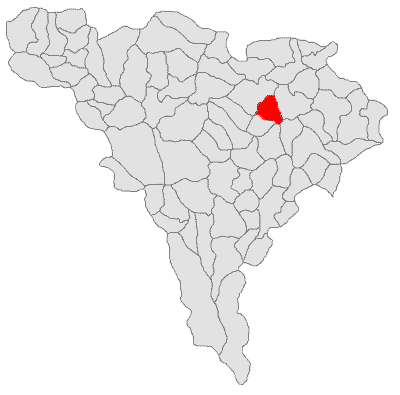
Lage der Gemeinde Rădești im Kreis Alba

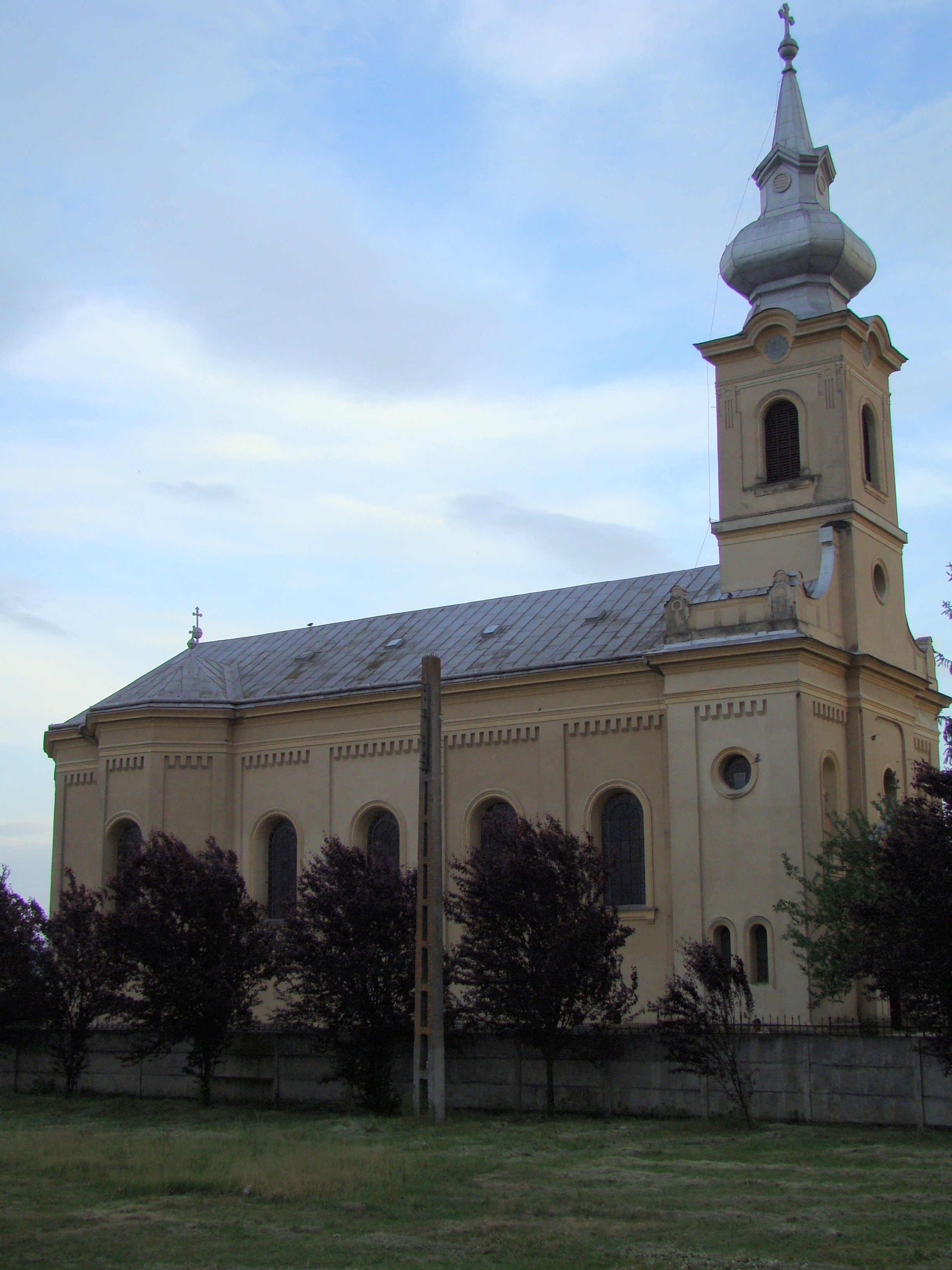
Die unierte Kirche

Die Gemeinde Rădești liegt auf der linken Seite des Flusses Mureș (Mieresch), im Westen Siebenbürgens. An der Kreisstraße (Drum județean) DJ 142L, befindet sich der Ort Rădești 8 Kilometer südlich von Aiud (Straßburg am Mieresch); die Kreishauptstadt Alba Iulia (Karlsburg) liegt etwa 30 Kilometer südwestlich entfernt.

## Geschichte
Der Ort wurde 1911 aus dem rumänischen Dorf Tâmpahaza (ungarisch Tompaháza) und Uifalău (dt. Neudorf, ung. Szászújfalu oder Marosújfalu) – einem von siebenbürgisch-sächsischen Siedlern gegründeten Ort und seit dem 15. Jahrhundert von Rumänen und Ungarn bewohnten Ort – gegründet.
Auf dem Territorium der Gemeinde wurden zahlreiche archäologische Funde aus der Frühbronzezeit gemacht. Unweit des Ortes – am Mieresch, von den Einheimischen În Țărmuire genannt – wurden Reste von Behausungen aus der Römerzeit gefunden.
Der Ort wurde erstmals (nach unterschiedlichen Angaben) 1263 unter der Bezeichnung Terra Kend – die alte Bezeichnung für Uifalău – oder 1439 erwähnt.
Die Hauptbeschäftigung der Bevölkerung sind die Landwirtschaft, die Viehzucht und der Obstbau.

## Bevölkerung
1850 lebten auf dem Gebiet der heutigen Gemeinde 1544 Einwohner; 1039 davon waren Rumänen, 439 Ungarn und 66 Roma. 1941 wurde mit 2372 die größte Bevölkerungszahl registriert. Die höchste Anzahl der Rumänen (1799) wurde 1930, die der Ungarn (549) wurde 1920, die der Deutsche (3) 1880, 1890 und 1992 und die der Roma 1850 ermittelt. Bei der Erhebung im Jahr 1930 wurde auch ein Serbe registriert. 2002 lebten in der Gemeinde 1398 Menschen (1105 Rumänen, 290 Ungarn und drei Roma).

## Sehenswürdigkeiten
- Die reformierte Kirche, 1744 in Uifalău errichtet, hat eine Kassettendecke[4] und steht unter Denkmalschutz.[6]
- Die rumänisch-unierte Kirche, Pogorârea Spiritului Sfânt, errichtet in den Jahren 1907–1910.
- Die rumänisch-orthodoxe Kirche, Sf. Apostoli Petru și Pavel, in Bau seit 2009.[10]
- Die Holzkirche Sf. Arhangheli Mihail și Gavril im eingemeindeten Dorf Șoimuș (Falkendorf), steht nicht unter Denkmalschutz.

## Persönlichkeiten
- Demetriu Radu (1861–1920), unierter Bischof von Großwardein, Namensgeber der Gemeinde Rădești.